# (7394) Ксанфомалития
(7394) Ксанфомалития (лат. Xanthomalitia) — типичный астероид главного пояса, открыт 18 августа 1985 года советским астрономом Николаем Черных в Крымской астрофизической обсерватории и 24 января 2000 года назван в честь советского и российского астронома Леонида Ксанфомалити.

## Обнаружение и именование
(7394) Ксанфомалития
Открыт 18 августа 1985 года в Крымской астрофизической обсерватории Н. С. Черных.
Леонид Васильевич Ксанфомалити (р. 1932) — радиометрист, фотометрист, поляриметрист и альтиметрист. Открыл марсианский “антипарниковый” эффект, выдвинул гипотезу о явлениях молнии в атмосфере Венеры и предсказал высокую вулканическую активность на Венере. Название было предложено В. К. Абалакиным.
Оригинальный текст (англ.)7394 Xanthomalitia
Discovered 1985 Aug. 18 by N. S. Chernykh at the Crimean Astrophysical Observatory.
Leonid Vasil'evich Xanthomaliti (Ksanfomaliti; b. 1932), radiometrist, photo-metrist, polarimetrist and altimetrist, discovered the Martian “anti-greenhouse” effect, hypothesized on the thunderbolt phenomena in Venus' atmosphere and predicted high volcanic activity on Venus. The name was suggested by V. K. Abalakin.
Источники: 20000124/MPCPages.arc; M.P.C. 38196.

## Орбита

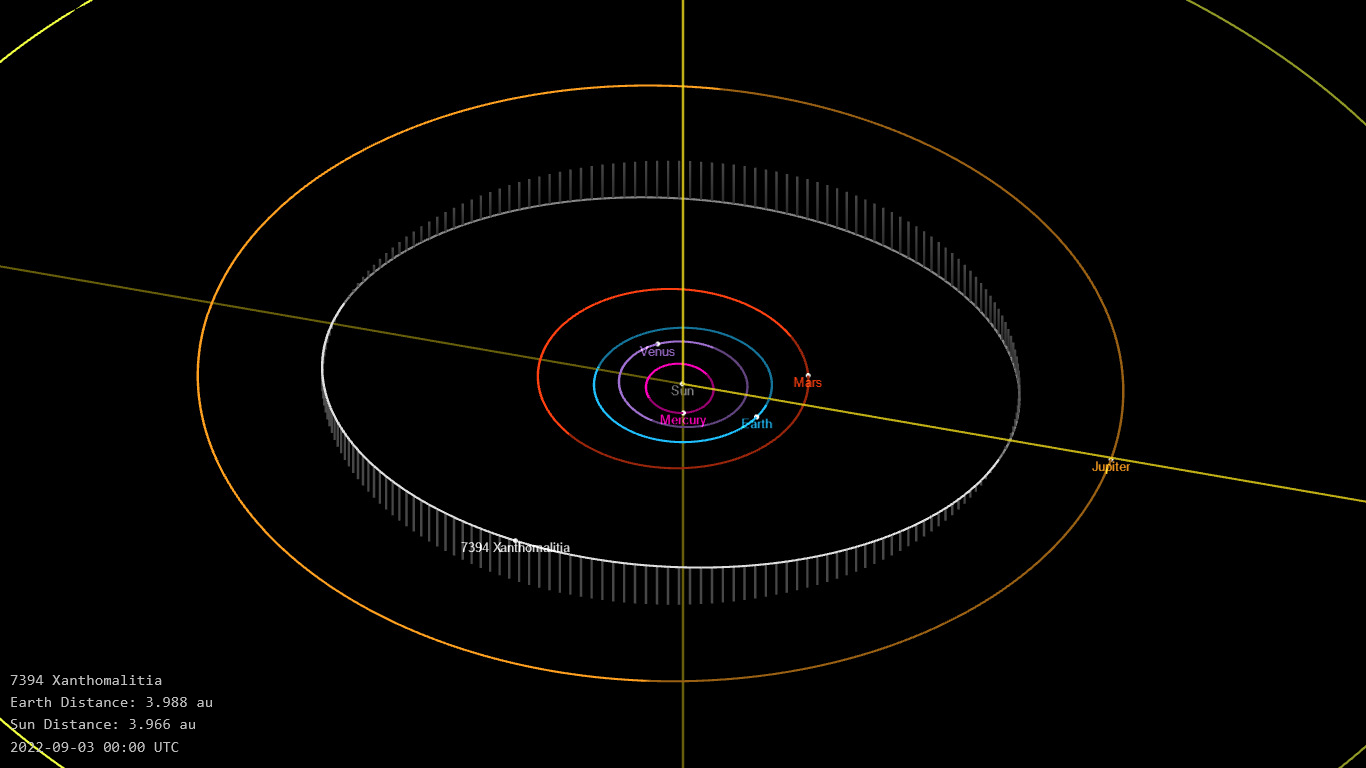
Орбита астероида Ксанфомалития и его положение в Солнечной системе

## Физические характеристики
Из результатов PRIMitive Asteroid Spectroscopic Survey (PRIMASS) следует, что астероид относится к таксономическому классу D.
По результатам наблюдений в инфракрасном диапазоне орбитальной обсерватории IRAS и спутника Akari и наблюдений в видимом и ближнем инфракрасном диапазоне космического телескопа NEOWISE диаметр астероида сначала оценивался равным 44,33±3,3 км, позже — 37,70±1,32 км и 32,471±0,484 км. Согласно тем же источникам альбедо оценивается как 0,0326±0,005, 0,046±0,004 и 0,061±0,011.